# Teucholabis amoena
Teucholabis amoena är en tvåvingeart som först beskrevs av Alexander 1922.  Teucholabis amoena ingår i släktet Teucholabis och familjen småharkrankar.
Artens utbredningsområde är Venezuela. Inga underarter finns listade i Catalogue of Life.